# داغ توماس
داغ توماس (به لاتین: Dağ Tumas) یک منطقه مسکونی در جمهوری آرتساخ است که در استان کاشاتاق واقع شده‌است.